# Stora Ullfjärden
Stora Ullfjärden är en sjö i Håbo kommun i Uppland och ingår i Norrströms huvudavrinningsområde. Sjöns area är 2,7196 kvadratkilometer och den befinner sig 0,3 meter över havet.